# Brian McGinlay
Brian McGinlay (Glasgow, 1945. augusztus 24. –) skót nemzetközi labdarúgó-játékvezető.

## Pályafutása

### Nemzeti játékvezetés
A játékvezetői vizsgát fiatalon 1963-ban tette le, 1972-ben lett a Liga labdarúgó bajnokságának játékvezetője. 1993-ban búcsúzott az aktív nemzeti játékvezetéstől.

#### Nemzeti kupamérkőzések
Vezetett Kupa-döntők száma: 3.

##### Skót Kupa
A skót JB elismerve szakmai felkészültségét több alkalommal megbízta kupadöntő mérkőzésen irányításával.
| Időpont         | Helyszín                      | Mérkőzés típusa | Mérkőzés                   | Eredmény | Nézők száma |
| --------------- | ----------------------------- | --------------- | -------------------------- | -------- | ----------- |
| 1982. május 22. | Hampden Park Stadion, Glasgow | döntő           | Aberdeen–Rangers FC        | 4 : 1    | 53 788      |
| 1985. május 18. | Hampden Park Stadion, Glasgow | döntő           | Celtic FC–Dundee United FC | 2 : 1    | 60 346      |

##### Skót Liga Kupa
| Időpont           | Helyszín                      | Mérkőzés típusa | Mérkőzés                             | Eredmény | Nézők száma |
| ----------------- | ----------------------------- | --------------- | ------------------------------------ | -------- | ----------- |
| 1991. október 27. | Hampden Park Stadion, Glasgow | döntő           | Hibernian FC–Dunfermline Athletic FC | 2 : 0    | 40 377      |

### Nemzetközi játékvezetés
A Skót labdarúgó-szövetség Játékvezető Bizottsága (JB) terjesztette fel nemzetközi játékvezetőnek, a Nemzetközi Labdarúgó-szövetség (FIFA) 1976-tól tartotta nyilván bírói keretében. Több válogatott és nemzetközi klubmérkőzést vezetett. A skót nemzetközi játékvezetők rangsorában, a világbajnokság-Európa-bajnokság sorrendjében többedmagával a 2. helyet foglalja el 12 találkozó szolgálatával. Az aktív nemzetközi játékvezetéstől 1993-ban búcsúzott. Nemzetközi mérkőzéseinek száma: 98.

#### Világbajnokság
1983-ban Mexikóban rendezték az U20-as labdarúgó-világbajnokságot, ahol a FIFA JB hivatalnokként foglalkoztatta.
| Időpont         | Helyszín               | Mérkőzés típusa              | Mérkőzés       | Eredmény | Nézők száma |
| --------------- | ---------------------- | ---------------------------- | -------------- | -------- | ----------- |
| 1983. június 7. | Nou Camp Stadion, León | csoportmérkőzés (C. csoport) | Argentína–Kína | 3 : 0    | 31 144      |

---
A világbajnoki döntőhöz vezető úton Argentínába a XI., az 1978-as labdarúgó-világbajnokságra, Spanyolországba a XII., az 1982-es labdarúgó-világbajnokságra és Mexikóba a XIII., az 1986-os labdarúgó-világbajnokságra a FIFA JB bíróként alkalmazta.

##### 1978-as labdarúgó-világbajnokság

###### Selejtező mérkőzés
| Időpont           | Helyszín                  | Mérkőzés típusa               | Mérkőzés         | Eredmény | Nézők száma |
| ----------------- | ------------------------- | ----------------------------- | ---------------- | -------- | ----------- |
| 1977. február 27. | Nemzeti Stadion, Tel-Aviv | Ázsia (AFC) zóna (2. csoport) | Izrael–Dél-Korea | 0 : 0    |             |

##### 1982-es labdarúgó-világbajnokság

###### Selejtező mérkőzés
| Időpont           | Helyszín                   | Mérkőzés típusa           | Mérkőzés            | Eredmény | Nézők száma |
| ----------------- | -------------------------- | ------------------------- | ------------------- | -------- | ----------- |
| 1980. június 4.   | Olimpiai Stadion, Helsinki | előselejtező (1. csoport) | Finnország–Bulgária | 0 : 2    | 7 805       |
| 1981. október 14. | De Kuip Stadion, Rotterdam | előselejtező (2. csoport) | Hollandia–Belgium   | 3 : 0    | 56 000      |

##### 1978-as labdarúgó-világbajnokság

###### Selejtező mérkőzés
| Időpont            | Helyszín                     | Mérkőzés típusa           | Mérkőzés               | Eredmény | Nézők száma |
| ------------------ | ---------------------------- | ------------------------- | ---------------------- | -------- | ----------- |
| 1984. november 17. | Tsirion Stadion, Limassol    | előselejtező (5. csoport) | Ciprus–Magyarország    | 1 : 2    | 4 650       |
| 1985. május 2.     | Vasil Levski Stadion, Szófia | előselejtező (4. csoport) | Bulgária–Franciaország | 2 : 0    | 57 000      |
| 1985. október 30.  | Lenin Stadion, Moszkva       | előselejtező (6. csoport) | Szovjetunió–Norvégia   | 1 : 0    | 45 000      |

#### Európa-bajnokság
Az európai-labdarúgó torna döntőjéhez vezető úton Olaszországba a VI., az 1980-as labdarúgó-Európa-bajnokságra, Franciaországba a VII., az 1984-es labdarúgó-Európa-bajnokságra és Svédországba a IX., az 1992-es labdarúgó-Európa-bajnokságra az UEFA JB játékvezetőként foglalkoztatta.

##### 1980-as labdarúgó-Európa-bajnokság

###### Selejtező mérkőzés
| Időpont           | Helyszín                        | Mérkőzés típusa           | Mérkőzés                  | Eredmény | Nézők száma |
| ----------------- | ------------------------------- | ------------------------- | ------------------------- | -------- | ----------- |
| 1979. május 19.   | Dinamo Stadion, Tbiliszi        | előselejtező (6. csoport) | Szovjetunió–Magyarország  | 2 : 2    | 75 000      |
| 1979. október 10. | Luis Casanova Stadion, Valencia | előselejtező (3. csoport) | Spanyolország–Jugoszlávia | 0 : 1    | 40 000      |

##### 1980-as labdarúgó-Európa-bajnokság

###### Európa-bajnoki mérkőzés
| Időpont          | Helyszín                 | Mérkőzés típusa              | Mérkőzés         | Eredmény | Nézők száma |
| ---------------- | ------------------------ | ---------------------------- | ---------------- | -------- | ----------- |
| 1980. június 17. | Comunale Stadion, Torino | csoportmérkőzés (A. csoport) | NSZK–Görögország | 0 : 0    | 13 901      |

##### 1984-es labdarúgó-Európa-bajnokság

###### Selejtező mérkőzés
| Időpont             | Helyszín                    | Mérkőzés típusa           | Mérkőzés         | Eredmény | Nézők száma |
| ------------------- | --------------------------- | ------------------------- | ---------------- | -------- | ----------- |
| 1982. szeptember 1. | Laugardalsvöllur, Reykjavík | előselejtező (7. csoport) | Izland–Hollandia | 1 : 1    | 2 862       |
| 1983. április 27.   | Prater Stadion, Bécs        | előselejtező (6. csoport) | Ausztria–NSZK    | 0 : 0    | 50 169      |

##### 1992-es labdarúgó-Európa-bajnokság

###### Selejtező mérkőzés
| Időpont         | Helyszín                   | Mérkőzés típusa           | Mérkőzés             | Eredmény | Nézők száma |
| --------------- | -------------------------- | ------------------------- | -------------------- | -------- | ----------- |
| 1991. június 5. | Olimpiai Stadion, Helsinki | előselejtező (6. csoport) | Finnország–Hollandia | 1 : 1    | 21 207      |

#### Olimpia
Az 1984. évi nyári olimpiai játékok labdarúgó tornájának végső szakaszán a FIFA JB bíróként alkalmazta.
| Időpont             | Helyszín                    | Mérkőzés típusa              | Mérkőzés                | Eredmény | Nézők száma |
| ------------------- | --------------------------- | ---------------------------- | ----------------------- | -------- | ----------- |
| 1984. július 30.    | Rose Bowl Stadion, Pasadena | csoportmérkőzés (C. csoport) | Brazília–Szaúd-Arábia   | 3 : 1    | 40 799      |
| 1984. augusztus 5.  | Stanford Stadion, Palo Alto | egyik negyeddöntő            | Olaszország–Chile       | 1 : 0    | 67 349      |
| 1984. augusztus 10. | Rose Bowl Stadion, Pasadena | bronzmérkőzés                | Jugoszlávia–Olaszország | 2 : 1    | 100 374     |

#### Brit Bajnokság
1882-ben az Egyesült Királyság brit tagállamainak négy szövetség úgy döntött, hogy létrehoznak egy évente megrendezésre kerülő bajnokságot egymás között. Az utolsó bajnoki idényt 1983-ban tartották meg.
| Időpont         | Helyszín                | Mérkőzés típusa | Mérkőzés     | Eredmény |
| --------------- | ----------------------- | --------------- | ------------ | -------- |
| 1981. május 20. | Wembley Stadion, London | csoportmérkőzés | Anglia–Wales | 0 : 0    |

## Sportvezetőként
Az aktív játékvezetést befejezve, a Stenhousemuir Football Club igazgatója lett,  mellette sportkommentátorként is tevékenykedik.

## Külső hivatkozások
- Brian McGinlay. World Referee. [2012. október 12-i dátummal az eredetiből archiválva]. (Hozzáférés: 2014. június 8.)
- Brian McGinlay. footballzz.com. (Hozzáférés: 2014. június 8.)
- Brian McGinlay. footballdatabase.eu. (Hozzáférés: 2014. június 8.)
- Brian McGinlay. scoreshelf.com. [2015. május 26-i dátummal az eredetiből archiválva]. (Hozzáférés: 2014. június 8.)

| Elődje: Ian Foote | Skót Kupa döntő 1981–1982 | Utódja: David Syme |

| Elődje: Bob Valentine | Skót Kupa döntő 1984–1985 | Utódja: Hugh Alexander |

| Elődje: J.McCluskey | Skót Liga Kupa döntő 1990–1991 | Utódja: D.Hope |